# Сарайминская волость
Сарайминская волость — административно-территориальная единица в составе Феодосийского уезда Таврической губернии.
Образована в 1860-х годах, в результате земской реформы Александра II, в основном, из селений бывшей Чурубашской волости. Располагалась в восточной части уезда, занимая восток Керченского полуострова.

## Состав и население волости на 1864 год
Официальный список населённых пунктов волости пока не обнаружен, более-менее подробный перечень содержится в труде профессора А. Н. Козловского начала 1860-х годов «Сведения о количестве и качестве воды в селениях, деревнях и колониях Таврической губернии…». Численность населения представлена в «Списке населённых мест Таврической губернии по сведениям 1864 года», составленному по результатам VIII ревизии 1864 года, согласно которому в 82 селениях насчитывалось 6310 человек. При этом в деревнях Аткары-Коджалки и Тайгуч на 1864 год жителей уже не было, деревня Малю из списка Козловского пока не опознана.

| - Аджибай — 43 чел. - Аджи-Менде — 87 чел. - Аджи-Эли — 29 чел. - Аккоз — 47 чел. - Ак-Шеих — 42 чел. - Арпач — 99 чел. - Атан-Алчин — 35 чел. - Баш-Аул — 95 чел. - Бештарым — 31 чел. - Биюк Тархан — 21 чел. - Даут-Эли — 503 чел. - Дере-Салын — 63 чел. - Джав-Тобе — 84 чел. - Джайлав — 24 чел. - Джанкой — 43 чел. - Джепар-Берды — 78 чел. - Джелькеджи-Эли — 170 чел. - Заморская — 49 чел. - Казантип — 207 чел. - Каз-Аул — 64 чел. - Камыш-Бурун — 54 чел. - Карангит-Дюрмен — 228 чел. - Кара-Сиджеут — 73 чел. - Кармыш-Келечи — 59 чел. - Карсан — 12 чел. - Кары — 46 чел. - Качан — 103 чел. | - Качик — 79 чел. - Каялы-Сарт — 98 чел. - Китай — 64 чел. - Кол-Алчин — 15 чел. - Конрама — 38 чел. - Кончек — 81 чел. - Коп-Кипчак — 94 чел. - Коп-Кочеген — 145 чел. - Коп-Такил — 258 чел. - Кошкуй — 3 чел. - Кояш — 40 чел. - Куль-Тебе — 56 чел. - Кучук-Тархан — 15 чел. - Мавлюш — 74 чел. - Малый Бабчик — 32 чел. - Мама — 30 чел. - Мамат — 82 чел. - Мариенталь — 81 чел. - Мескечи — 122 чел. - Мисир — 140 чел. - Ново-Александровка — 186 чел. - Ойсул — 73 чел. - Опук — 79 чел. - Орта-Аул — 38 чел. - Ортель — 182 чел. - Паша-Салын — 20 чел. | - Пиялы-Сарай — 14 чел. - Сараймин — 234 чел. - Суин-Эли — 64 чел. - Таш-Алчин — 30 чел. - Ташлыяр — 170 чел. - Темеш — 6 чел. - Тобечик — 42 чел. - Туркмен — 7 чел. - Узунлар — 33 чел. - Учевли-Кенегез — 67 чел. - Уч-Эвли — 61 чел. - Харджибие — 165 чел. - Чабак — 48 чел. - Чалтемир — 198 чел. - Чегене — 121 чел. - Чокрак-Бабчик — 42 чел. - Чокур-Сеит-Эли — 91 чел. - Чонгелек — 57 чел. - Чубуртма-Сарт — 98 чел. - Чурубаш — 152 чел. - Шеих-Асан — 51 чел. - Экитав-Кочеген — 68 чел. - Эльтеген — 37 чел. - Эльгеры-Кипчак — 78 чел. - Эльгеры-Коджалки — 30 чел. - Яныш-Такил — 60 чел. |

## Состав и население волости на 1889 год
Первые данные о составе волости и населении содержатся в «Памятной книге Таврической губернии 1889 г», согласно которой в волости было 62 селения с 9805 жителями.
| - Аджи-Бай — 185 жит. - Арпач — 80 жит. - Атан-Алчин — 151 жит. - Бешаул — 335 жит. - Бештарым — 155 жит. - Бешуй-Эли — 54 жит. - Большой Бабчик — 76 жит. - Дейре-Салын — 30 жит. - Джайлав — 372 жит. - Джанкой — 156 жит. - Джанкой-Ортель — 28 жит. - Джапар-Берды — 327 жит. - Джума-Эли — 7 жит. - Ильгеры-Кипчак — 245 жит. - Ильгери-Коджалки — 327 жит. - Казаул — 335 жит. - Камыш-Бурун — 80 жит. - Каралар — 61 жит. - Карангит-Дюрмен — 551 жит. - Китай — 119 жит. - Кият-Сараймин — 1209 жит. | - Конрама — 60 жит. - Конрат — 245 жит - Кончек — 847 жит. - Коп-Кочеген — 1209 жит. - Коп-Сараймин — 1209 жит. - Коп-Такил — 494 жит. - Корсак — 75 жит. - Кошкуй — 82 жит. - Кыр-Кояш — 847 жит. - Культебе — 372 жит. - Марьевка — 169 жит. - Мама — 156 жит. - Мавлюш — 133 жит. - Малый Бабчик — 60 жит. - Мариенталь — 95 жит. - Маяк-Салын — 230 жит. - Мисир — 121 жит. - Ново-Александровка — 308 жит. - Ново-Васильевка — 38 жит. - Ново-Николаевка — 78 жит. - Опук — 175 жит. | - Ортель — 1209 жит. - Палапин — 83 жит. - Паша-Салын — 220 жит. - Суин-Эли — 108 жит. - Суйруташ — 278 жит. - Тобечик — 122 жит. - Туркмен — 63 жит. - Узунлар — 847 жит. - Учевли-Кенегез — 327 жит - Хартжибие — 304 жит. - Чобак — 847 жит. - Чокур-Кояш — 847 жит. - Чомши — 278 жит. - Чонгелек — 847 жит. - Чорелек — 109 жит. - Чурубаш — 538 жит. - Чегене — 130 жит. - Шейх-Асан — 47 жит. - Эльтеген — 184 жит. - Элькеджи-Эли — 847 жит. - Яныш-Такыл — 144 жит. |

## Состав и население волости на 1892 год
Согласно «Памятной книжке Таврической губернии на 1892 год…» в волости числилось 4360 жителей в 56 населённых пунктах.

| - Аджибай — 56 жит. - Аджи-Эли — 31 жит. - Башаул — 137 жит. - Бештарым — 173 жит. - Большой Бабчик — 20 жит. - Васильевка — 35 жит. - Гурьевская скала — 10 жит. - Дейре-Салын — 7 жит. - Джайлав — 158 жит. - Джанкой — 67 жит. - Казаул — 164 жит. - Каралар — 5 жит. - Китай — 63 жит. - Кончек — 102 жит. | - Коп-Кочеген — 214 жит. - Коп-Такил — 407 жит. - Кошкуй — 25 жит. - Кояш — 119 жит. - Культобе — 37 жит. - Мама — 215 жит. - Марьевка — 40 жит. - Маяк-Салын — 13 жит. - Мисир — 121 жит. - Ново-Александровка — 323 жит. - Ново-Дмитриевка — 11 жит. - Опук — 191 жит. - Паша-Салын — 19 жит. - Сараймин — 500 жит. - Суин-Эли — 73 жит. | - Такил — 26 жит. - Темеш — 10 жит. - Тобечик (Ортель) — 182 жит. - Туркмень — 12 жит. - Узунлар — 125 жит. - Учкую — 8 жит. - Чигине — 88 жит. - Чоралек — 81 жит. - Чобак — 68 жит. - Чонгелек — 111 жит. - Чурубаш — 252 жит. - Шеих-Гасан — 28 жит. - Элькеджи-Эли — 98 жит. - Эльтеген — 90 жит. - Яныш-Такыл — 31 жит. |

При этом, в части поселений официально жителей и домохозяйств не числилось:

| - Аткары-Коджалки - Биюк-Тархан - Камыш-Бурун - Конрама - Коп-Сараймин - Кучук-Тархан | - Малый Бабчик - Сеит-Эли - Сиюрташ - Султановка - Чокрак-Бабчик - Чолачик |

## Состав и население волости на 1902 год
Согласно «Памятной книжке Таврической губернии на 1902 год…» в волости числслось 8 410 жителей в 66 населённых пунктах.

| - Аджибай — 11 жит. - Аджи-Эли — 146 жит. - Айман-Кую — 59 жит. - Бабчик-Кезы — 53 жит. - Башаул — 128 жит. - Бештарим — 32 жит. - Немецкий Бештарим — 128 жит. - Татарский Бештарым — 57 жит. - Васильевка — 56 жит. - Джайлав — 250 жит. - Джанкой — 30 жит. - Коз-Аул — 178 жит. - Кезы — 153 жит. - Китай — 154 жит. - Кончек — 93 жит. - Коп-Кочегень — 347 жит. - Коп-Сараймин — 702 жит. - Коп-Такил — 494 жит. - Кояш — 148 жит. - Культобе — 103 жит. - Курулу — 137 жит. - Мамма — 335 жит. - Марьевка — 189 жит. | - Маяк-Салын — 286 жит. - Мисир — 187 жит. - Ново-Александровка — 307 жит. - Опук — 168 жит. - Ортель — 199 жит. - Паша-Салын — 212 жит. - Сеит-Эли — 16 жит. - Суин-Эли — 64 жит. - Султановка — 162 жит. - Такил — 26 жит. - Темеш — 10 жит. - Тобечик — 15 жит. - Узунлар — 121 жит. - Чегене — 240 жит. - Чобак — 96 жит. - Чонгелек — 90 жит. - Чоралек — 101 жит. - Чурубаш — 634 жит. - Шеих-Асан — 33 жит. - Экитав-Кочегень — 19 жит. - Элькеджи-Эли — 86 жит. - Эльтеген — 121 жит. - Яныш-Такыл — 200 жит. |

Также в «Памятной книжке…» записано 16 хуторов: Большой Бабчик — 168 жит., Гурьевская скала — 10 жит., Дейре-Салын — 7 жит., Джанкой-Ортель — 24 жит., Камыш-Бурун — 124 жит., Каралар — 80 жит., Конраша — 5 жит., Кошкуй — 21 жит., Палапан — 19 жит., Сиюрташ — 5 жит., Тархан — 15 жит., Темеш — 15 жит., Туркмень — 62 жит., Учкую — 9 жит., Чолачик — 151 жит., Чомаш-Такил — 31 жит., 4 экономии: Ильинка — 81 жит., Ортаус — 4 жит., Суикель — 187 жит., Шеих-Асан — 16 жит.
В трёх населённых пунктах жителей не числилось: Баугера, Джапар, Касьян.

## Состав волости на 1915 год
По Статистическому справочнику Таврической губернии. Ч.II-я. Статистический очерк, выпуск пятый Феодосийский уезд, 1915 год, в Салынской волости Феодосийского уезда числилось 101 различное поселение в которых проживало 2484 человека приписных жителей (первая цифра в списке) и 5735 — «посторонних» (вторая цифра). Из них числились следующие деревни:

| - Аджибай — 0/476 чел. - Аджи-Эли — 11/180 чел. - Айман-Кую — 0/91 чел. - Бабчик Большой — 0/162 чел. - Башаул — 93/47 чел. - Башаул (на вакуфе) — 0/137 чел. - Бештарем Немецкий — 0/91 чел. - Бештарем Татарский — 28/41 чел. - Васильевка — 74/0 чел. - Джайлав — 0/222 чел. - Казаул — 119/89 чел. - Каралар — 0/61 чел. - Кезы — 0/144 чел. - Китай — 0/86 чел. - Конрама — 0/11 чел. - Кончек — 32/78 чел. - Коп-Кочегень — 213/161 чел. - Коп-Такил — 90/401 чел. - Кошкуй — 0/49 чел. - Кояш — 37/111 чел. - Культобе — 155/0 чел. | - Мама Русский — 0/406 чел. - Мама татарский — 0/87 чел. - Марьевка — 278/52 чел. - Маяк-Салынь — 34/247 чел. - Мисир — 0/148 чел. - Ново-Александровка — 409/26 чел. - Опук (вакуф) — 68/183 чел. - Ортель (или Орта-Эли) — 101/153 чел. - Паша-Салын — 0/48 чел. - Сараймин — 489/189 чел. - Суин-Эли — 75/178 чел. - Тобечик — 0/101 чел. - Узунлар — 31/99 чел. - Чегене — 0/37 чел. - Чонгелек — 33/93 чел. - Чоралек — 21/62 чел. - Чомаш-Такил — 0/11 чел. - Чурубаш — 0/420 чел. - Элькеджи-Эли — 0/100 чел. - Эльтеген — 92/330 чел. - Яныш-Такыл — 0/185 чел. |

Также в волости числилось 11 хуторов: Бабчик Малый, Башаул, Джанкой, Джанкой-Ортель, Кир-Кояш, Чаланчик, Яныш, Чобак, 20 экономий — Васильевка, Джапар, Ильинка (она же Дейре-Салынь), Камыш-Бурун, Кочегень Экитав, Мариенталь, 4 — Мисир, Ортаул, Палапан, 2 — Сараймин, Сеит-Эли, Султановка, Тархан, Темеш, Туркмень, Учкую (или Бикеч), Чурубаш, Шеих-Асан, Эльтеген и 6 имений Нимфея, Суюрташ-Культобе, 2 — Тобечик, Чоралек, Шеих-Асан.
Кроме того — железнодорожный разъезд Багрево, железнодорожная станция Салынь, маяки: Верхне-Бурунский, Казаул-Маяк, Камыш-Бурун, Нижне-Бурунский, Чурубаш-Маяк; пристани: Дуранте-Пристань, Казаул-Пристань; «скалы» — Багрево-Скала, Каралар-Скала, Ново-Александровская, Тархан-Скала; рудники — Эльтеген и Казаул-Рудник.
Волость существовала до упразднения системы при Советской власти, по постановлению Крымревкома от 8 января 1921 года. Основная часть населённых пунктов была включена в состав Керченского уезда, в октябре 1923 года преобразованного в Керченский район.